# The Meg
The Meg és una pel·lícula xineso-americana d'acció, terror i ciència-ficció del 2018, dirigida per Jon Turteltaub i amb guió de Dean Georgaris, Jon Hoeber i Erich Hoeber. S'ha subtitulat al català.

## Sinopsi
En Jonas Taylor és un antic capità de la marina i un submarinista especialitzat en les aigües profundes. El recluten per endinsar-se a l'Oceà Pacífic, per salvar un equip de científics atrapat a les restes d'un submarí que ha estat atacat i malmès per un tauró prehistòric de vint metres de llargària, conegut amb el nom de Meg. Contractat per un oceanògraf xinès, en Taylor ha de superar les seves pors i afrontar una segona vegada el depredador que ja s'havia trobat abans en una expedició per salvar uns homes atrapats a les profunditats de l'oceà.

## Repartiment
- Jason Statham: Jonas Taylor
- Li Bingbing: Suyin Zhang
- Rainn Wilson: Jack Morris
- Ruby Rose: Jaxx Herd
- Winston Chao: Dr. Minway Zhang
- Cliff Curtis: James "Mac" Mackreides
- Page Kennedy: DJ
- Jessica McNamee: Lori
- Olafur Darri Olafsson: The Wall
- Robert Taylor: Dr. Heller
- Shuya Sophia Cai: Meiying
- Masi Oka: Toshi
- Rob Kipa-Williams: D'Angelo
- Tawanda Manyimo: Marks